# Diathrausta metallosticha
Diathrausta metallosticha là một loài bướm đêm trong họ Crambidae.